# Juan Sobrarias

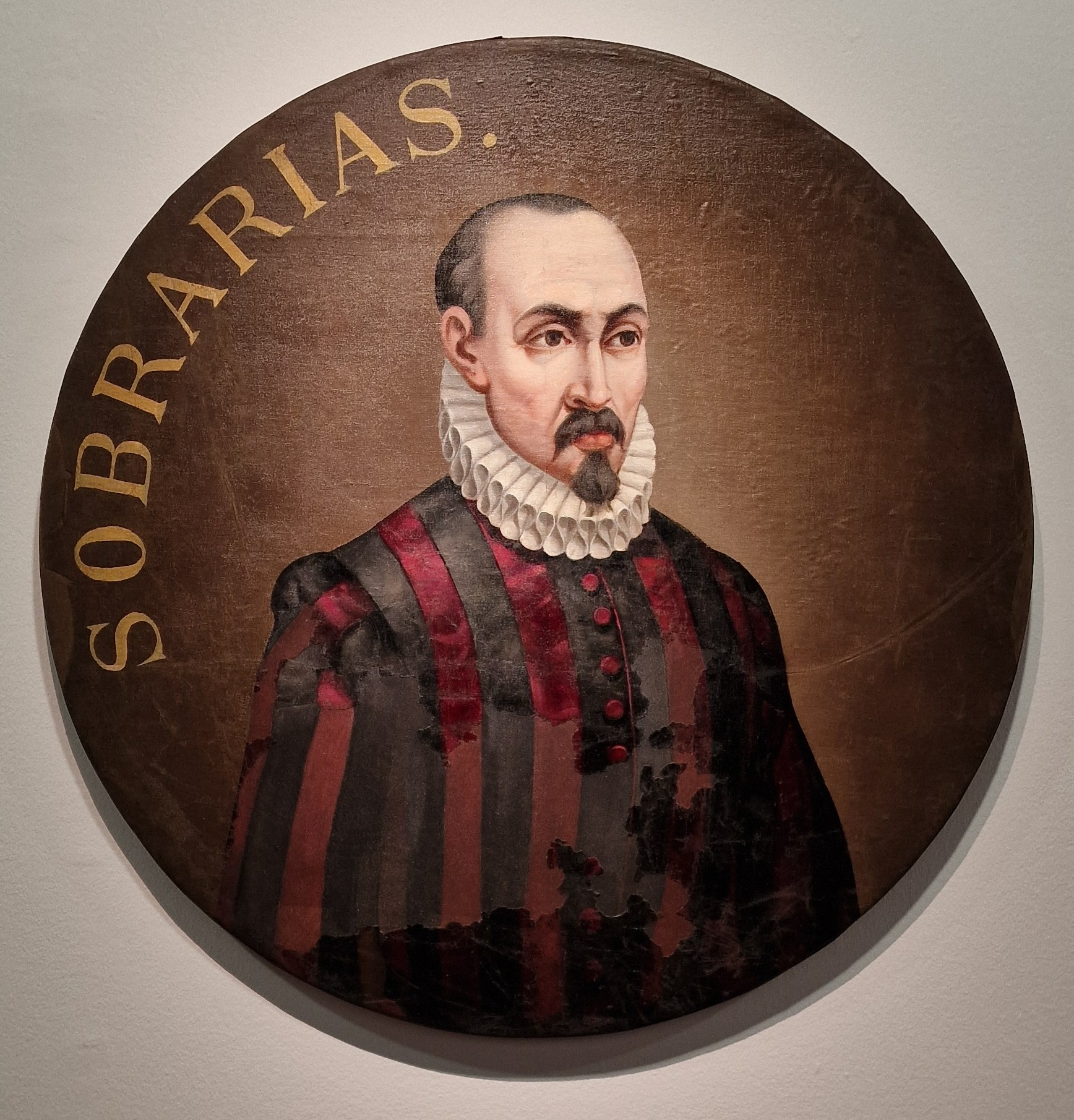
Retrato de Juan Sobrarias (1876) de autor anónimo.

Juan Sobrarias Segundo (Alcañiz (Teruel), 1464? – 22 de abril de 1528) fue un médico, poeta neolatino y humanista, considerado como el mejor lírico en latín clásico del periodo de los Reyes Católicos.

## Biografía
Nacido y educado en Alcañiz, que por entonces rondaba los quinientos habitantes, estudió en su localidad natal con Pedro Taravallo y en su juventud Medicina y Humanidades en Zaragoza. Más adelante fue becado en 1501 con una estancia de dos años en el Colegio de San Clemente de los Españoles de Bolonia por el arzobispo de Zaragoza y virrey Alonso de Aragón, con el objeto de ampliar sus estudios en la Universidad de dicha ciudad, siguiendo los mismos pasos que el gran humanista Antonio de Nebrija. De allí regresó licenciado en Medicina y doctor en Humanidades.
A su vuelta, y con el patrocinio del virrey Alonso de Aragón, se estableció la Academia de Alcañiz, a cuyo frente se situó Juan Sobrarias. Publicó desde este Gymnasium una serie de libros escolares destinados al aprendizaje del latín basado en la imitación de los clásicos. Estas ediciones supusieron la primera edición española de las obras completas de Virgilio, publicada por Jorge Coci en Zaragoza en 1513 y reeditado en 1516. También publicó la obra poética Carmen Paschale de Sedulio y los dísticos morales de Miguel Verino (Distichorum liber). La práctica del aprendizaje mediante la imitación de dísticos latinos, género poético que consta de dos versos y encierra una enseñanza sentenciosa, habitualmente de carácter moral, influirá decisivamente en la literatura aragonesa de los siglos XVI y XVII y creará una tendencia hacia el aforismo y el epigrama que se puede constatar en la obra de Baltasar Gracián.
Además de profesor, Sobrarias fue un excelente poeta en latín. Compuso unos Dísticos morales en 1510 que gozó de varias reediciones hasta 1535. También escribió panegíricos a Fernando el Católico (como hará su compatriota Gracián en El político don Fernando el Católico un siglo más tarde), el Panegyricum carmen de gestis heroicis divi Ferdinandi Catholici Aragonum (...) regis, escrito en 1511, donde ensalza a este monarca como un héroe de la Antigüedad clásica. En este poema también se refiere a Nebrija como el humanista que desterró la barbarie y restituyó el latín clásico en España.
Junto al dedicado a Fernando el Católico escribió otros panegíricos a Adriano VI y a Carlos V y otros poemas de circunstancias, como el compuesto con motivo del nacimiento de Felipe II, e incluso de elogio a su ciudad, con su Oratio de laudibus Alcagnicii, escrito en 1506. La Alabanza a Alcañiz fue publicada en el Libellus carminum (Zaragoza, 1513), una colección de que lo acreditan como uno de los mejores poetas neolatinos de su tiempo, y donde se reúnen algunos de los poemas laudatorios citados. 
También escribió doce epístolas en prosa dirigidas a personajes fundamentales para el desarrollo del humanismo aragonés y español y un tratado sobre la genealogía de la comarca de Ayerbe, del que solo conservamos un pequeño fragmento. 
La implantación de los studia humanitatis en Aragón resultó modélica, pues a partir del magisterio de Sobrarias, una generación de humanistas, muchos de ellos alcañizanos, tomará su relevo: Pedro Ruiz de Moros, Bernardino Gómez Miedes, Domingo Andrés, Juan Sánchez, Juan Tudela, fray Martín Doyza, Tomás Ramón o Jerónimo Ardid. Destaca entre todos ellos Juan Lorenzo Palmireno, uno de los más importantes latinistas y pedagogos del humanismo español de la época, profesor de Griego y Retórica y autor de comedias humanísticas en latín, que ya pudo formarse íntegramente en Aragón, sin la necesidad de estudiar en Italia, como la generación anterior de Nebrija y Sobrarias.
Fruto de toda esta escuela de Alcañiz es la fundación del futuro Colegio Vives por parte de Andrés Vives y Altafulla, médico del Papa, que otorgará seis becas a estudiantes del tal Colegio alcañizano para estudiar en Bolonia.
Tuvo relación con humanistas de la talla de Nebrija o Lucio Marineo Sículo. Sus méritos fueron recompensados por el rey Fernando el Católico, que lo armó caballero en 1504 y en 1510 fue nombrado poeta laureatus.

## Obra

### Ediciones antiguas
- Ioannis Sobrarii Secundi Alcagnicensis, artium et medicinae doctoris et poetae laureati, Moralia disticha, Zaragoza, 1510, 1522, 1525, 1531 y 1535, imprenta de Jorge Coci (cinco ediciones).[2]
- Panegyricum carmen de gestis heroicis divi Ferdinandi Catholici, Aragonum, utriusque Siciliae, et Hierusalem Regis semper Augusti, et de Bello contra Mauros Lybes, Zaragoza, 1511, imprenta de Jorge Coci.[2]
- Libellus carminum, Zaragoza, 1513, imprenta de Jorge Coci.[2] Contiene la Oratio de laudibus Alcagnicii..
- Tractatus paruarum logicalium, 1521, Zaragoza, imprenta de Jorge Coci.[2]
- Paschale Sedulii cum additionibus sacrarum litterarum, et indice auctorum innmarginibus, Zaragoza, Jorge Coci, s. f.

### Ediciones modernas
- Juan Sobrarias, Alabanzas de Alcañiz: discurso del alcañizano Juan Sobrarias pronunciado ante el senado de la villa en el año del Señor de 1506, ed. José María Maestre Maestre, prólogo Luis Gil, Instituto de Estudios Humanísticos-Instituto de Estudios Turolenses-Universidad de Cádiz, Alcañiz-Cádiz, 2000. ISBN 84-86982-95-2